# أليستير إروين
أليستير إروين (بالإنجليزية: Alistair Irwin)‏ هو عسكري بريطاني، ولد في 27 أغسطس 1948 في دندي في المملكة المتحدة.